# Coptops liturata
Coptops liturata är en skalbaggsart som beskrevs av Johann Christoph Friedrich Klug 1833. Coptops liturata ingår i släktet Coptops och familjen långhorningar.
Artens utbredningsområde är Madagaskar. Inga underarter finns listade i Catalogue of Life.